# 圓環病毒科
圓環病毒科（Circoviridae），又譯作圓形病毒科。是單鏈DNA病毒中的一科，目前較少被研究。

## 下属物种
本属包括以下物种：
- 圓環病毒屬 Circovirus ，又譯作圓形病毒屬：代表種豬環病毒（Porcine circovirus ）
- Cyclovirus
- 環轉病毒屬 Gyrovirus ，又譯作環回病毒屬或環旋病毒屬。